# Eros
Eros (in greco antico: Ἔρως?, Érōs) è, nella religione greca, il dio dell'amore fisico e del desiderio, in latino conosciuto come Cupido.
Nella cultura greca antica l'eros è ciò che fa muovere verso qualcosa, un principio divino che spinge verso la bellezza. In ambito greco, quindi, non vi era una precisa distinzione tra «la passione d'amore e il dio che la simboleggiava».

## Etimologia
Il greco ἔρως, che significa "desiderio", deriva da ἔραμαι "per desiderare, amare", dall'etimologia incerta. R. S. P. Beekes ha suggerito un'origine pre-greca.

## Culto e rappresentazione

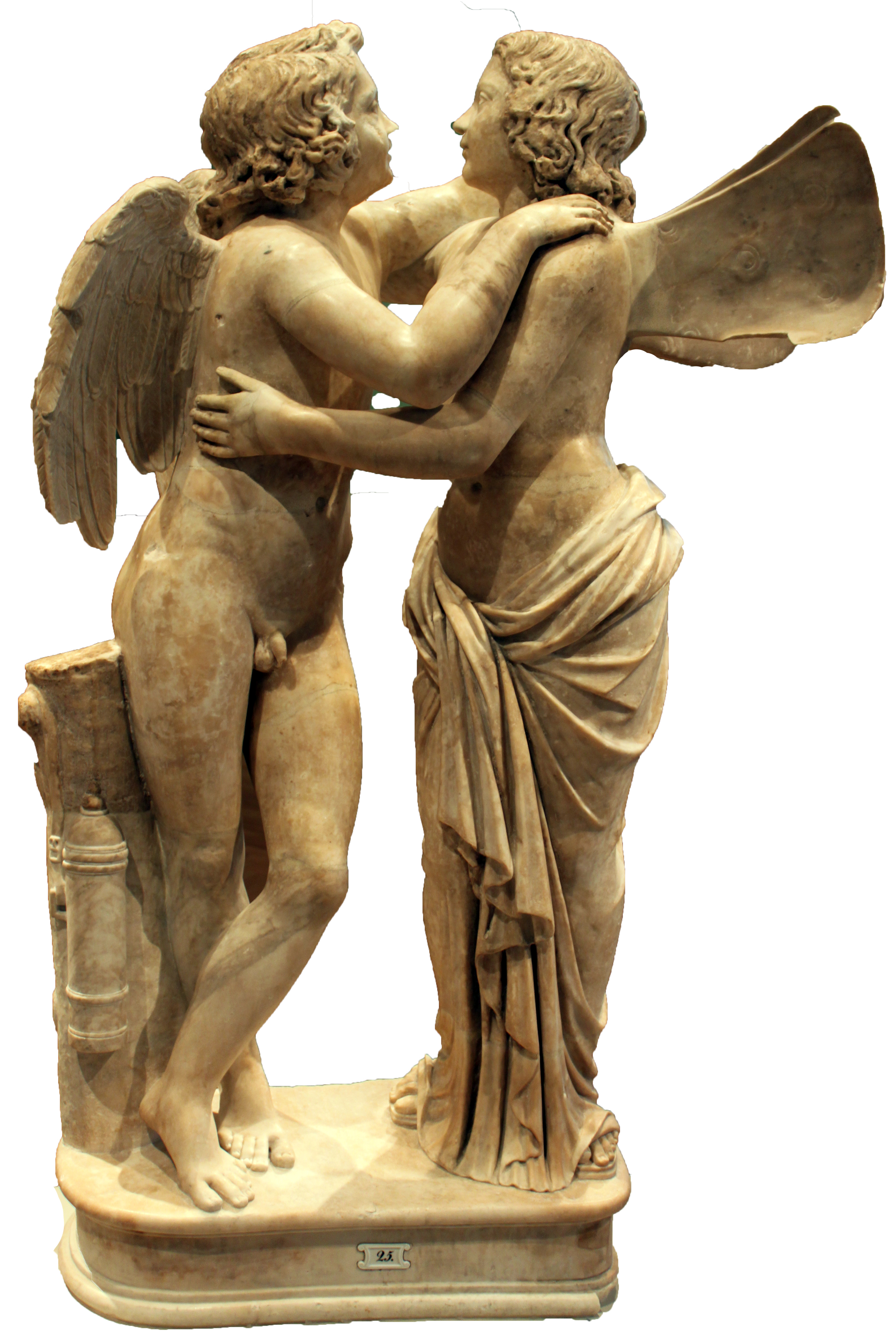
Amor e Psyche. Scultura romana su modello greco risalente al II secolo d.C. conservata all'Altes Museum di Berlino. La vicenda di Amor e Psyche è narrata nelle Metamorfosi di Apuleio (II d.C.). Il dio Amor (Eros) si innamora della bellissima fanciulla Psyche e le fa visita ogni notte con il patto che ella non cerchi mai di vedere il suo volto. Psyche tradisce il patto e Amor si allontana da lei. Per riconquistare l'amato, Psyche si sottopone a durissime prove impostegli da Venere (Afrodite) finché lo stesso dio Giove (Zeus), mosso a compassione, non l'aiuta facendogli così conquistare l'immortalità e quindi accogliendola sull'Olimpo come sposa di Amor. Amor e Psyche rappresentano l'amore umano e quello divino, inteso come il percorso spirituale che l'anima umana (Psyche) deve intraprendere per tornare ad essere puramente "divina" dopo aver scontato i propri errori. Il tema è spesso raffigurato nei sarcofaghi come immagine della felicità nell'oltretomba.

Eros appare in antiche fonti greche sotto diverse forme. Nelle prime fonti egli è una delle divinità primordiali coinvolte nella venuta all'essere nel cosmo. Ma nelle fonti successive, Eros è rappresentato come il figlio di Afrodite, i cui maliziosi interventi negli affari di dei e mortali fanno sì che si formino legami di amore, spesso illecitamente. In definitiva, nei successivi poeti satirici, è rappresentato come un bambino bendato, il precursore del paffuto Cupido rinascimentale, mentre nella prima poesia e arte greca, Eros era raffigurato come un maschio adulto che incarna il potere sessuale e un artista profondo.
In un frammento di una tragedia perduta di Euripide, da lui scritta prima del 422 a.C., Stheneboia (Σθενέβοια) si sostiene che esistano due Eros. Così come nella sua Ifigenia in Aulide (406 a.C.) compaiono due ambiti del dio Eros e, per la prima volta, l'immagine del dio armato di arco e di frecce:
(Euripide Ifigenia in Aulide 542-50. Traduzione di Filippo Maria Pontani in Euripide Le tragedie. Milano, Mondadori, 2007)
Uno degli Amori provoca la sophia, ovvero la conoscenza, mentre l'altro distrugge l'anima dell'uomo.

## Dio primordiale
Secondo Esiodo (700 a.C. circa), una delle più antiche fonti greche, Eros (il dio dell'amore) fu il quarto dio ad essere creato, dopo il Caos, Gaia (la Terra) e il Tartaro (l'Abisso o gli Inferi). Il De Melisso Xenophane et Gorgia, erroneamente attribuito ad Aristotele, vide nel mito di Eros il primo esempio di una nascita dell'essere dal non-essere, quindi in violazione del principio per il quale niente può essere generato dal nulla (ex nihilo nihil fit).
Omero non menziona Eros. Tuttavia, Parmenide (circa 500 a.C.), uno dei filosofi presocratici, fa di Eros il primo di tutti gli dei a nascere.
I Misteri Orfici mostravano Eros come un dio delle origini, ma non del tutto primordiale, poiché era il figlio della Notte (Nyx). Aristofane (circa 400 a.C.), influenzato dall'orfismo, racconta la nascita di Eros:
(Aristofane, Gli uccelli vv 690–699)

## Figlio di Afrodite e Ares

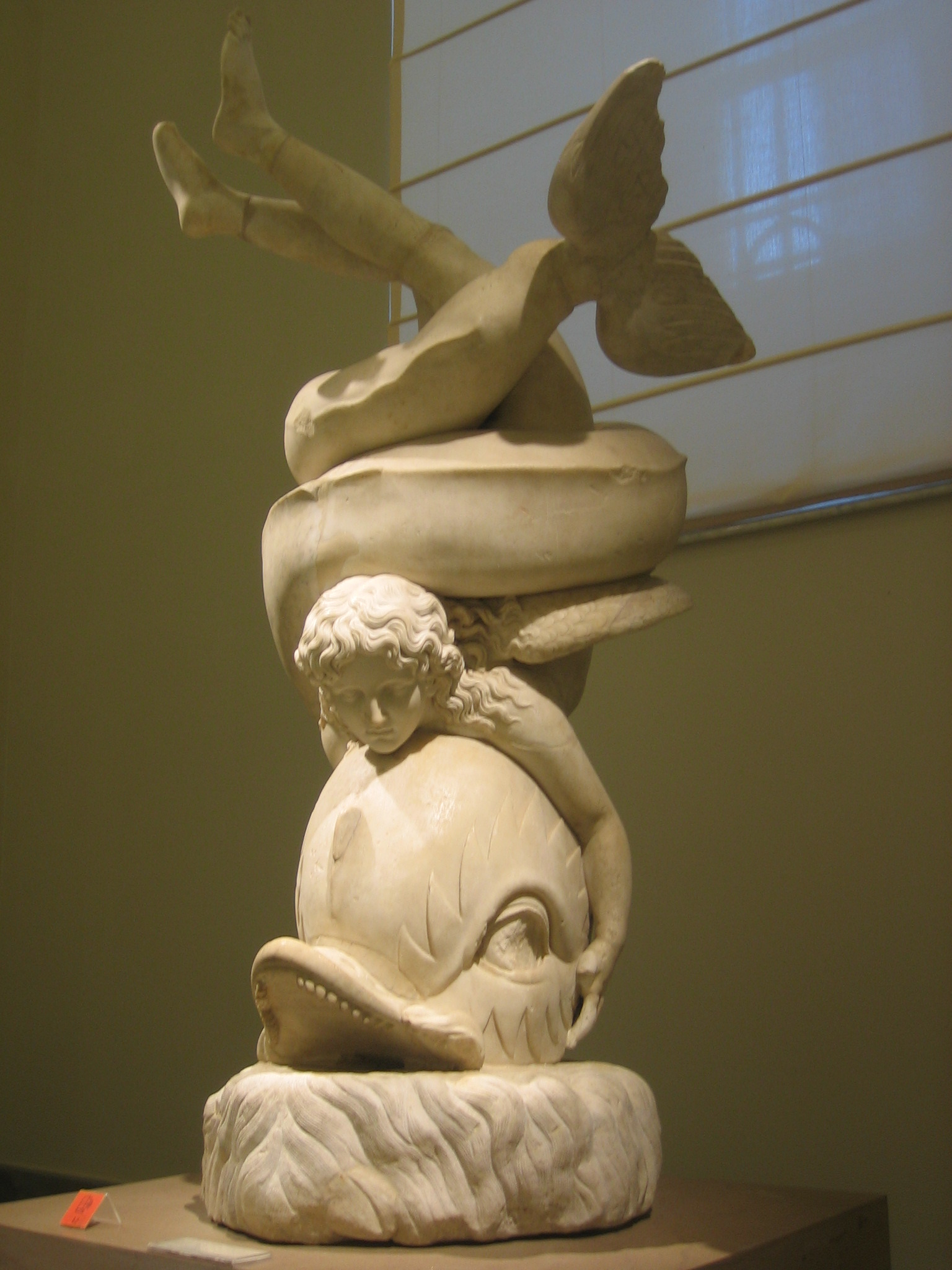
"Eros con delfino", opera romana del II secolo d.C. in marmo bianco a grana fine, utilizzata come ornamento di una fontana: dalla bocca del delfino fuorusciva l'acqua. Già appartenente alla Collezione Farnese è oggi conservata al Museo Archeologico Nazionale di Napoli. La presenza di immagini di Eros accompagnato da un delfino è testimoniata da pitture vascolari risalenti fin dal V secolo a.C. e origina dalle iconografie proprie del "giovane sul delfino".

Nei miti successivi, era il figlio delle divinità Afrodite e Ares, e fratello di Anteros, Imero, Deimos, Fobos e Armonia. È l'Eros di questi miti successivi che diviene uno degli eroti. Eros era associato con l'atletismo, con statue erette nei gymnasia e "era spesso considerato il protettore dell'amore omosessuale tra gli uomini". Eros è stato spesso raffigurato come colui che porta una lira o un arco e una freccia. Era anche raffigurato accompagnato da delfini, flauti, galli, rose e torce.
(Apollonio di Rodi, Argonautica 3. 25)
(Seneca, Fedra 290 vv)
(Ovidio Metamorfosi 10. 525)
(Nonno di Panopoli, Dionysiaca 48. 470)

## La nozione diErosin Omero e nei lirici

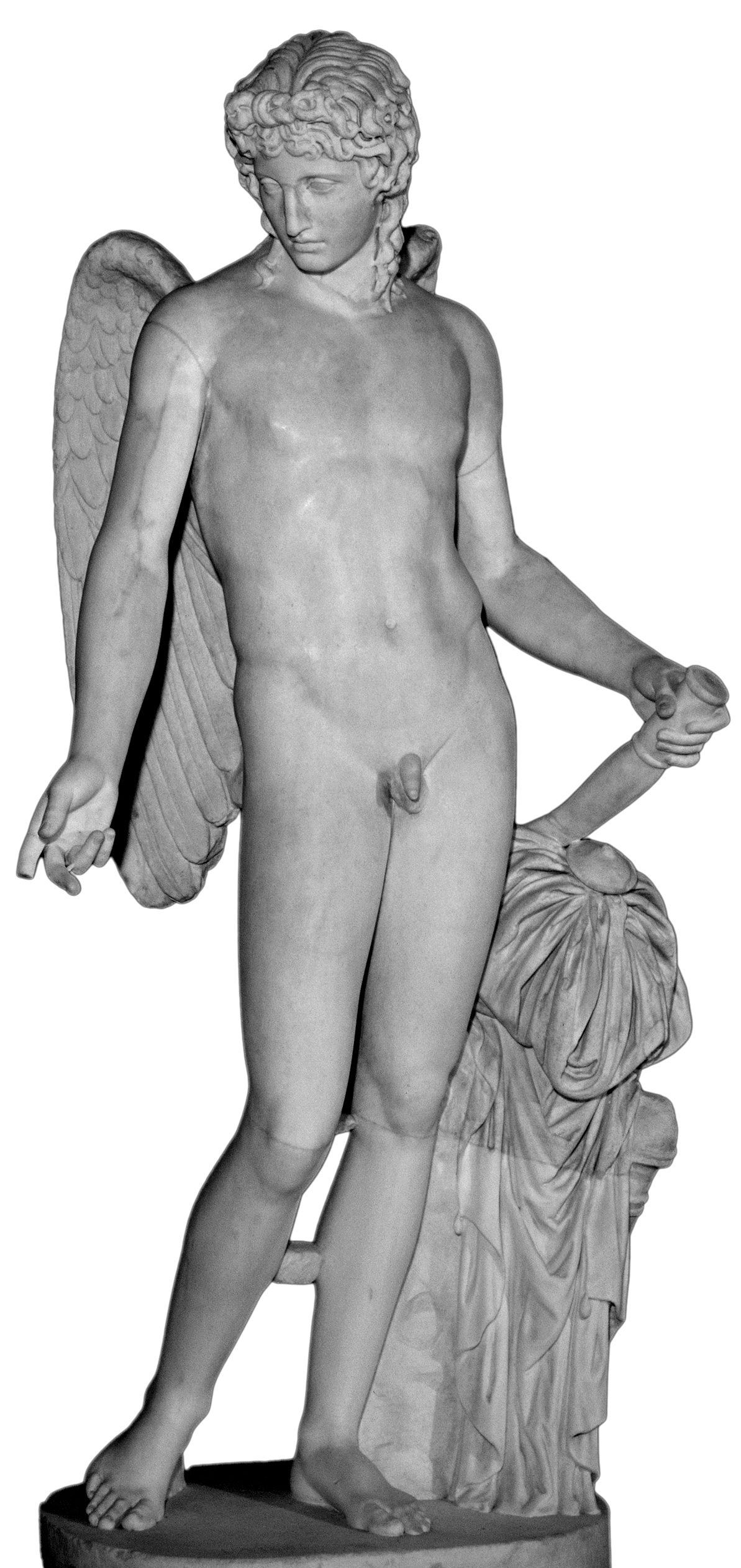
Eros Farnese, un marmo pompeiano ritenuto una copia del colossale Eros di Tespie di Prassitele

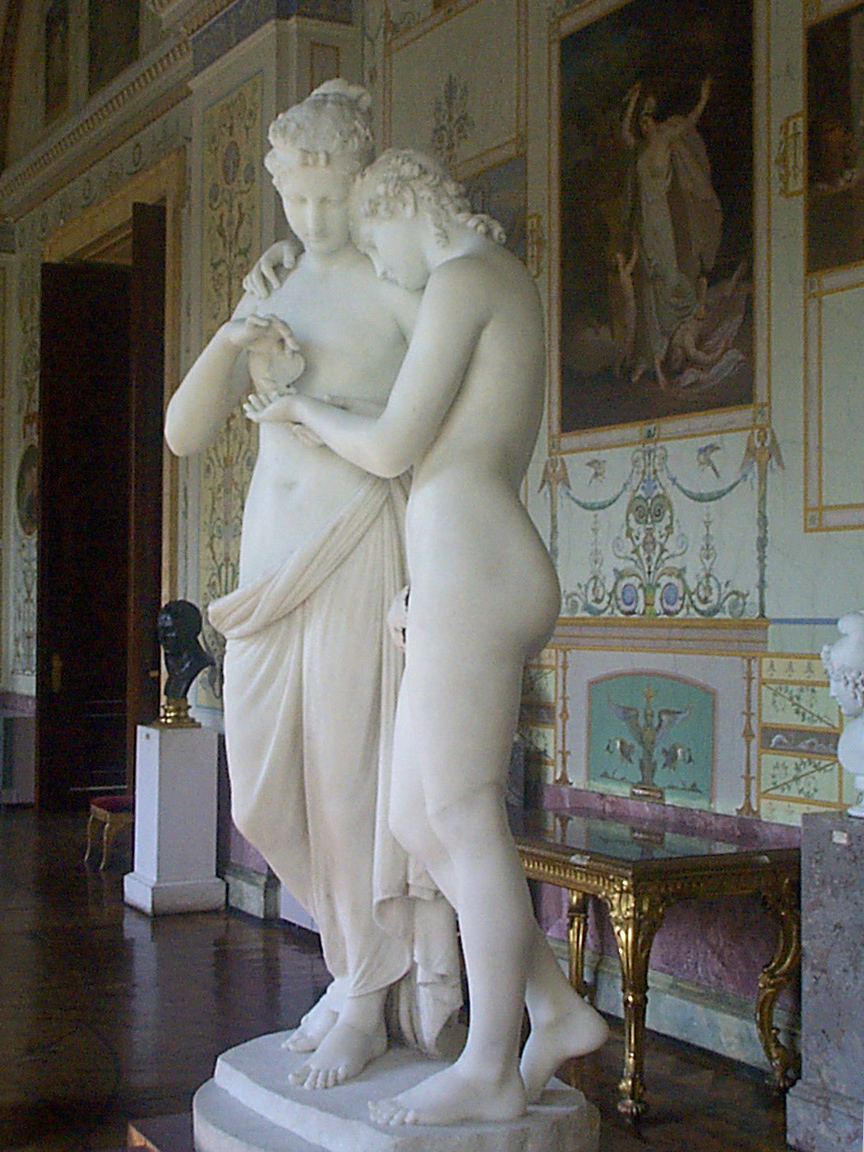
Antonio Canova, Cupido e Psiche, San Pietroburgo, Ermitage

La prima apparizione della nozione di  Eros è nelle opere attribuite ad Omero. In tale contesto Eros non viene personificato, quanto piuttosto come principio divino corrisponde all'irrefrenabile desiderio fisico come quello vissuto da Paride nei confronti di Elena:
(Iliade III, 441-442. Traduzione di Guido Paduano in Omero Iliade. Milano, Mondadori, 2007.)
o ancora lo stesso desiderio provato da Zeus nei confronti di Era:
(Iliade XIV, 293-295. Traduzione di Guido Paduano in Omero Iliade. Milano, Mondadori, 2007.)
o, infine, ciò che rende tremanti le membra dei proci di fronte a Penelope:
(Odissea XVIII, 212-3. Traduzione di Giuseppe Aurelio Privitera, in Omero, Odissea. Milano, Mondadori, 2007)
Tale desiderio irrefrenabile si spiritualizza nei lirici greci del VII/VI a.C. ma presenta comunque delle caratteristiche crudeli e ingestibili. Manifestandosi improvvisamente, Eros agita in modo cupo le sue vittime:
(Ibico VI. Traduzione di Marina Cavalli, in Lirici greci. Milano, Mondadori, 2007, pag. 369)
(Saffo 61. Traduzione di Marina Cavalli, in Lirici greci. Milano, Mondadori, 2007, pag. 273)
(Teognide II, 1231. Traduzione di Marina Cavalli, in Lirici greci. Milano, Mondadori, 2007, pag. 181)
(Alcmane 147-8. Traduzione di Marina Cavalli, in Lirici greci. Milano, Mondadori, 2007, pag. 617-619)
In Anacreonte questo vissuto viene presentato come colui che colpisce violentemente:
(Anacreonte 19. Traduzione di Marina Cavalli, in Lirici greci. Milano, Mondadori, 2007, pag. 335)

## Il dio Eros e il suo culto

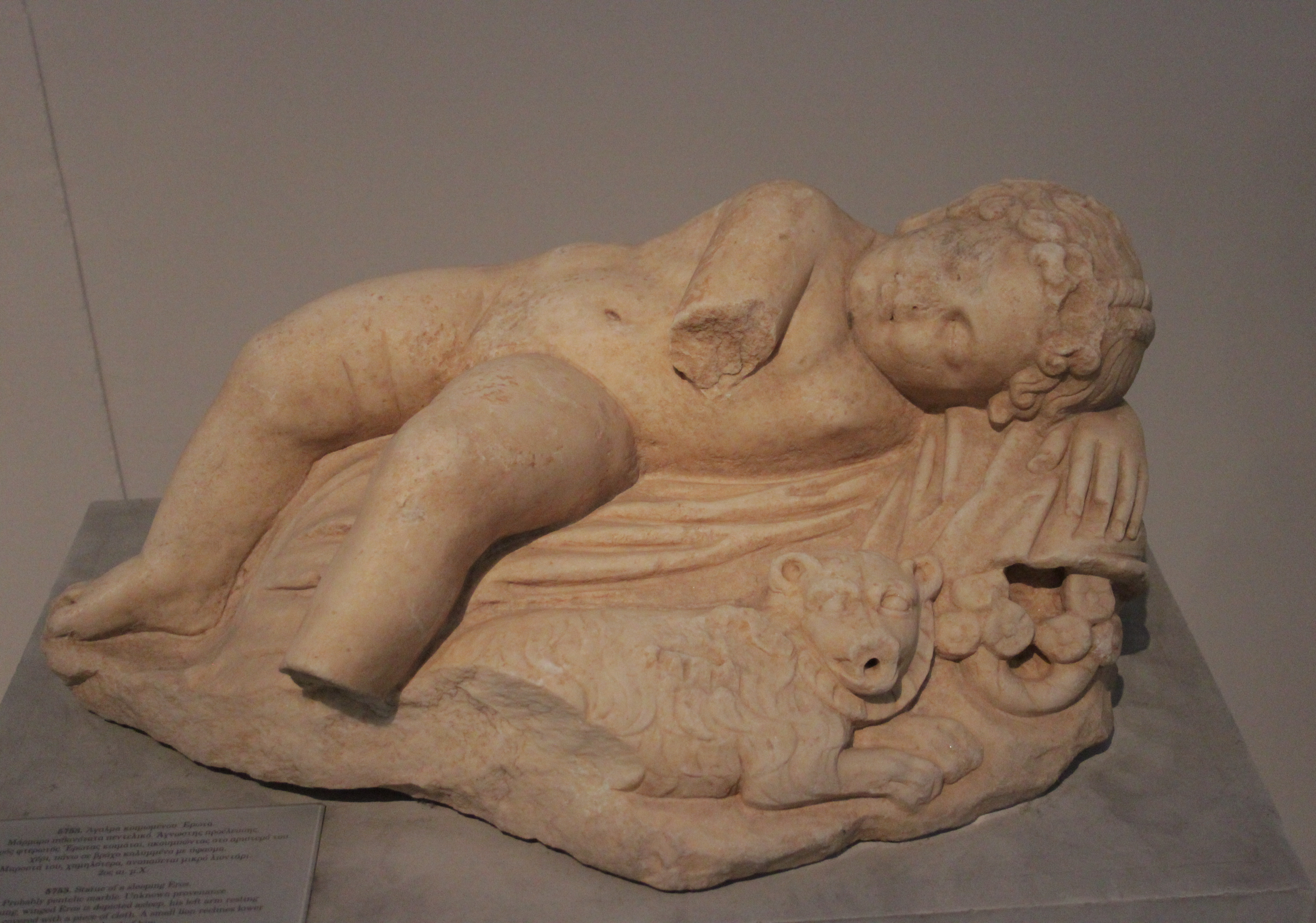
Statua in marmo di Eros addormentato risalente al II d.C. di provenienza sconosciuta, è conservata al Museo archeologico nazionale di Atene. Il giovane Eros alato è addormentato su una roccia, il braccio sinistro funge da cuscino mentre un giovane leone fa la guardia al dio.

Nell'opera teogonica di Esiodo sono due i passaggi che riguardano Eros qui attestato per la prima volta come quel dio primordiale in grado di domare con la passione sia gli dèi che gli uomini:
(Teogonia 120-122. Traduzione di Cesare Cassanmagnago, in Esiodo. Tutte le opere e i frammenti con la prima traduzione degli scolii. Milano, Bompiani, 2009, pag. 121)
A tal proposito Ilaria Ramelli e Carlo del Grande evidenziano come:
(Ilaria Ramelli e Carlo del Grande. Teogonia in Enciclopedia filosofica vol. 11. Milano, Bompiani, 2006, pag. 1416)
In un secondo passaggio Esiodo evidenzia Eros come quel dio che, insieme ad Himeros, accompagna Afrodite appena nata:
(Teogonia 201-202. Traduzione di Cesare Cassanmagnago, in Esiodo. Tutte le opere e i frammenti con la prima traduzione degli scolii. Milano, Bompiani, 2009, pag. 127)
Connesso all'opera di Esiodo vi è il richiamo nella Biblioteca di Apollodoro dove, riferendosi a Io:
(Biblioteca II,6. Traduzione di Maria Grazia Ciani, in Apollodoro I Miti greci (a cura di Paolo Scarpi. Milano, Fondazione Lorenzo Valla/Mondadori, 2008, pag. 87)
Un culto di Eros esisteva nella Grecia pre-classica, ma era molto meno importante di quello di Afrodite. Tuttavia, nella tarda antichità, Eros era adorato da un culto della fertilità a Tespie. Ad Atene, condivideva un culto molto popolare con Afrodite, e il quarto giorno di ogni mese era sacro per lui. Il culto di Eros a Tespie è attestato da Pausania:
(Pausania. Periegesi IX, 22, 1. Traduzione di Salvatore Rizzo, in Pausania Viaggio in Grecia - Beozia. Milano, Rizzoli, 2011, pag.225)
L'origine mitica di tale culto, culto forse di origini preistoriche, è così spiegata da Conone:
(Conone Racconti XXIV, tramandato da Fozio, III, 134b.)
Pausania riporta anche di un altare ad Eros posto di fronte all'ingresso dell'Accademia:
(Pausania. Periegesi I, 30, 1. Traduzione di Salvatore Rizzo, in Pausania Viaggio in Grecia - Attica e Magaride. Milano, Rizzoli, 2011, pag. 269)
Tuttavia, come nota Gerard Krüger:
(Gerard Krüger. Ragione e passione: l'essenza del pensiero platonico. Milano, Vita e Pensiero, 1996, pag. 34)
Tanto che così ci si lamenta nell'Ippolito di Euripide:
(Euripide. Ippolito 535 sgg. Traduzione di Maria Pontari, in Euripide, Le tragedie vol. 1, Milano, Mondadori, 2007, p.279)

## Eros nelle teogonie orfiche
Eros possiede un ruolo fondante in alcune teogonie orfiche. Questo emerge già nella teogonia di tipo "parodistico", ma di derivazione orfica, presente in Aristofane (V-IV secolo a.C.) negli Uccelli (vv. 693-702):
- in principio vi sono Chaos, Nyx (Notte), Erebo e Tartaro;
- nel buio Erebo, Nyx genera un Uovo "pieno di vento";
- da questo Uovo emerge Eros dalle ali d'oro;
- unitosi durante la notte al Chaos, Eros genera la stirpe degli "uccelli";
- quindi genera Urano (Cielo) e Oceano, Gea (Terra) e gli dèi.

Tale brano è ritenuto il testo più antico attribuibile all'orfismo, «esso riproduce sinteticamente la forma scritta più antica delle teogonie orfiche, evocata anche da Platone, da Aristotele e trasmessa da Eudemo».
Un frammento, che richiama Eudemo da Rodi (IV secolo a.C.) riprende la Notte come origine di tutte le cose e Eros al terzo posto:
(Eudemo da Rodi. Frammento 150, in Orfici. Testimonianze e frammenti nell'edizione di Otto Kern, 28 [1]; traduzione di Elena Verzura. Milano, Bompiani, 2011, p.227)
Nel complesso queste teogonie presentano un inizio caratterizzato da una sfera perfetta nella Notte cosmica, quindi una totalità rappresentata da Phanes (Φάνης, Luce, "vengo alla Luce", anche Fane, Protogono Πρωτογόνος, Erichépaio Ἠρικεπαῖος) androgino e con le ali dorate, completo in sé stesso ma dai lineamenti irregolari, e, infine, da questa unità ancora perfetta un insieme di accadimenti conducono a dei processi di differenziazione. Quindi emerge Zeus in cui tutto viene riassorbito e rigenerato nuovamente per una seconda processione, dalla quale emerge Dioniso che, tuttavia, per una macchinazione di Era, sposa di Zeus, verrà divorato dai Titani. Zeus irato scaglia contro costoro il fulmine: dalla fuliggine provocata dalla combustione dei Titani sorgono gli uomini composti dalla materia di questa, mischiata con la parte dionisiaca frutto del loro banchetto.
E «Primo nel governare il mondo, Fane-Protogono-Erichépaio si chiama anche Eros».

## Eros filosofo

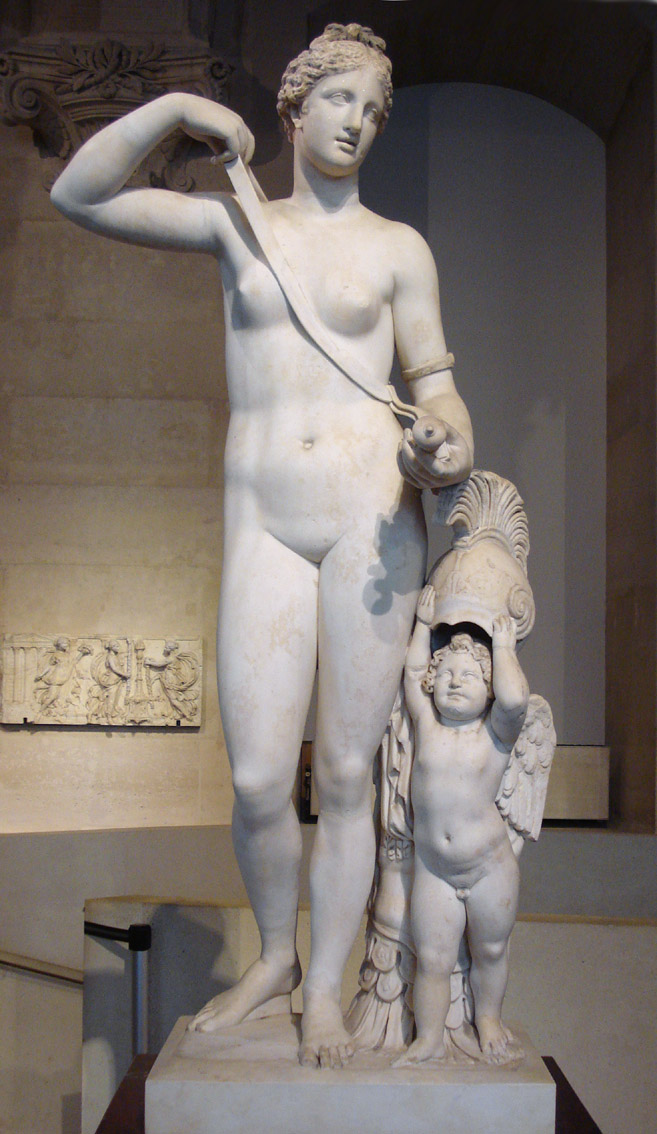
Afrodite armata con Eros, copia del II sec., Museo del Louvre

Il tema di Eros/Amore è citato in Parmenide (V sec. a.C.) ma in Empedocle (V sec. a.C.) acquisisce un ampio impianto teologico quando il filosofo siceliota pone accanto alle quattro "radici" (ριζώματα), poste a fondamento del cosmo, e motore del loro divenire nei molteplici oggetti della realtà, due ulteriori principi: Φιλότης (Amore) e Νεῖκος (Odio, anche Discordia o Contesa); avente il primo la caratteristica di "legare", "congiungere", "avvincere" (σχεδύνην δὲ Φιλότητα «Amore che avvince»), mentre il secondo possiede la qualità di "separare", "dividere" mediante la "contesa". Così Amore nel suo stato di completezza è lo Sfero (Σφαῖρος), immobile (μονίη) uguale a sé stesso e infinito (ἀλλ' ὅ γε πάντοθεν ἶσος 〈ἑοῖ〉 καὶ πάμπαν ἀπείρων). Egli è Dio. Significativo è il fatto che Empedocle appelli Amore con il nome di Afrodite (Ἀφροδίτη), o con il suo appellativo di Kýpris (Κύπρις), indicando qui la «natura divina che tutto unisce e genera la vita». Tale accostamento tra Amore e Afrodite ispirò al poeta romano Lucrezio l'inno a Venere, collocato nel proemio del De rerum natura. In questa opera Venere non è la dea dell'amplesso, quanto piuttosto «l'onnipotente forza creatrice che pervade la natura e vi anima tutto l'essere», venendo poi, come nel caso di Empedocle, opposta a Marte, dio del conflitto.
Con Platone (V-IV sec. a.C.) si compie il fondamentale passo filosofico e teologico inerente a Eros. Nel Fedro l'anima (ψυχή, psyché) umana decade dal mondo perfetto e intelligibile nel corpo fisico, durante il suo esilio prova un'irresistibile nostalgia per la condizione perduta. Nel Simposio Eros è un demone figlio di Indigenza (Πενία  Penia, la madre) e Espediente (Πόρος , Poros, il padre). Povero come la madre, Eros aspira alla ricchezza del padre: Eros è quindi anche una tendenza, una mania (μανία), uno stato emotivo provocato dalla bellezza terrestre che stimola il ricordo di quella perfetta e intelligibile, celeste, da cui l'anima è caduta. Non è tuttavia la "bellezza" l'oggetto del desiderio dell'anima ma la sua fecondità. A questo punto il filosofo ateniese individua due tipi di Eros: l'amore sensuale (πάνδημος ἔρως, pandemos eros) attratto dalla bellezza dei corpi provocante la fecondità fisica, e l'amore celeste (ουράνιος ἔρως , oruanios eros) attratto dall'amore spirituale e provocante la fecondità spirituale: «E malvagio è quell'amante che è volgare e ama il corpo più dell'anima». Il vero amante si eleva quindi per sei gradi di attrazione che lo conducono dall'attrazione fisica alla realizzazione spirituale: amore per un corpo bello; amore per la bellezza fisica in sé; amore per la bellezza delle attività, delle condotte; amore per la bellezza del sapere; amore per la Bellezza in sé: «È questo il momento della vita, o caro Socrate -disse la straniera di Mantinea-, che più di ogni altro è degno di essere vissuto da un uomo, ossia il momento in cui un uomo contempla il Bello in sé. E se mai ti sarà possibile vederlo, ti sembrerà ben superiore all'oro, alle vesti, e anche ai bei ragazzi e ai bei fanciulli [...] Che cosa, dunque, noi dovremmo pensare -disse- se ad uno capitasse di vedere il Bello in sé assoluto, puro, non affatto contaminato da carni umane e da colori e da altre piccolezze mortali, ma potesse contemplare come forma unica lo stesso Bello divino?».
Il filosofo ed esegeta di Platone, Plotino (III sec. d.C.), continuatore coerente dell'opera del filosofo ateniese, riprende, nelle Enneadi, le conclusioni dello stesso inserendo tuttavia tra le tre entità/persone da lui indicate con il termine di hypostasis (ὑπόστᾰσις): Hen (ἕν, l'Uno), il Nous (νοῦς, l'Intelletto) e la Psyche (ψυχὴ, Anima) una relazione di "processione" (πρόοδος). Dal che l'unica "realtà" consiste in queste tre hypostasis che procedono una dall'altra: dall'Uno (il Bene, il primo,  inconoscibile e ineffabile mistero dell'unità, intuibile solo per mezzo dell'esperienza religiosa) procede l'Intelletto (altro dall'Uno, è la prima molteplicità che "pensa", il mondo eterno delle Idee, è il logos dell'Uno che contempla l'Uno e da questa contemplazione deriva la sua generazione delle Idee), dall'Intelletto procede l'Anima universale (Afrodite celeste) che intermedia fra l'essere costituito dalle tre hypostasis e il mondo sensibile. Se l'Uno rende conto dell'unità del reale, e l'Intelletto della sua intelligibilità, l'Anima universale rende conto della vita e del movimento contemplando l'Intelletto con la sua parte superiore, mentre rende conto delle forme sensibili con la sua parte inferiore (Afrodite terrestre). Al di fuori di queste tre ipostasi eterne tutto il resto, quindi il mondo sensibile, è privo di realtà, è pura apparenza, inganno e non-Essere. Dall'Anima universale (Afrodite celeste) procedono l'Anima del mondo (Afrodite terrena) e le anime individuali dei viventi. Ma se l'Anima del mondo essendo vincolata al corpo dell'universo con un legame non dissolubile risulta eterna nelle sue caratteristiche sensibili, le anime individuali sono in qualche modo destinate a "ribellarsi" alle leggi dell'universo, oppure ad armonizzarsi alle stesse. Nel primo caso sono destinate alla corruzione, trasmigrando di esistenza in esistenza, cambiando corpi fisici ma potendo, se lo vogliono, riconquistare la condizione dell'unità perduta. Nella teologia plotiniana ciò che è relativo ai sensi non solo riguarda quell'ambito, ma rimanda sempre alla realtà intellegibile da cui procede. Quindi ciò che è "bello" per i sensi rimanda sempre all'"Idea" del Bello assoluto di cui l'arte ne è una rivelazione. Quindi l'artista non produce da sé, ma rivela l'Essere di cui intuisce la portata. Chi contempla l'opera d'arte esce da sé per vivere l'esperienza dell'opera solo apparentemente, in realtà è l'opera stessa con la sua bellezza che lo mette in contatto con la sua vera natura, con l'anima che è in lui. Allo stesso modo nella vita affettiva il bello corporeo può avere la funzione di rivelare ciò che è vero in noi stessi. Ne consegue che se l'uomo ricerca i beni o le bellezze sensibili lo fa innanzitutto perché questi lo richiamano all'Uno, al Bene, alla sua vera natura di cui sono immagine. Così Eros è sia una divinità che aiuta l'uomo a ricongiungersi al Bene, sia un diverso essere, un demone, che lo spinge a mischiare l'anima con la materia. Essendo molteplici gli Eros delle anime, Plotino li intende come Eroti (Erotes).
Il filosofo tardo platonico Proclo (V sec. d.C.) è, tra l'altro, autore di un inno ad Afrodite che riassume poeticamente la teologia platonica sul tema:
καί πηγήν μεγάλην βασιλήιον, ής άπο πάντες

αθάνατοι πτερόεντες ανεβλάστησαν ’’Ερωτες,

ών οι μέν νοεροίσιν οιστεύουσι βελέμνοις

ψυχάς, όφρα πόθων αναγώγια κέντρα λαβούσαι

μητέρος ισχανόωσιν ιδείν πυριφεγγέας αυλάς:

οι δέ πατρός βουλήσιν αλεξικάκοις τε προνοίαις

ιέμενοι γενεήσιν απείρονα κόσμον αέξειν

ψυχαίς ίμερον ώρσαν επιχθονίου βιότοιο.

άλλοι δέ γαμίων οάρων πολυειδέας οίμους

αιέν εποπτεύουσιν, όπως θνητής από φύτλης

αθάνατον τεύξωσι δυηπαθέων γένος ανδρών:

πάσιν δ’ έργα μέμηλεν ερωτοτόκου Κυθερείης.

αλλά, θεά, πάντη γάρ έχεις αριήκοον ούας,

είτε περισφίγγεις μέγαν ουρανόν, ένθα σέ φασι

ψυχήν αενάοιο πέλειν κόσμοιο θεείην,

είτε καί επτά κύκλων υπέρ άντυγας αιθέρι ναίεις

σειραίς υμετέραις δυνάμεις προχέουσ’ αδαμάστους,

κέκλυθι, καί πολύμοχθον εμήν βιότοιο πορείην

ιθύνοις σέο, πότνα, δικαιοτάτοισι βελέμνοις

e l'origine grande, regale, da cui tutti

nacquero gli immortali alati Amori,

dei quali alcuni con dardi intellettivi saettano

le anime, affinché punte da stimoli sublimanti di desideri,

agognino vedere le sedi d'igneo splendore della madre;

altri, invece, in obbedienza ai voleri e ai previggenti, salutari consigli del padre,

desiderosi d'accrescere con nuove nascite il mondo infinito,

eccitano nelle anime il dolce desiderio della vita terrena.

Altri ancora sui vari sentieri degli amplessi nuziali

incessantemente vigilano, onde da stirpe mortale

immortale rendere il genere degli uomini oppressi dai mali

e a tutti stanno a cuore le opere di Citerea, madre d'amore.

Ma, o dea, poiché tu dovunque porgi orecchio attento,

o che circondi il vasto cielo, dove dicono che tu

sia l'anima divina del mondo eterno,

o che risiedi nell'etere al di sopra dell'orbite dei sette pianeti,

riversando su di noi, che da te discendiamo, indomite energie,

ascolta, e il doloroso cammino della mia vita

guida coi tuoi santissimi strali, o veneranda,

placando l'impeto gelido dei desideri non pii.»
(Proclo, Inno ad Afrodite. Traduzione di Davide Giordano, in Proclo, Inni, Firenze, Fussi, 1957, pp. 26-29)